# Fløan (Flatanger)
Fløan eller Fløanfjorden er en fjord i Flatanger kommune i Trøndelag fylke i Norge.Fjorden går 5 kilometer mod syd til Fløan i bunden af fjorden. Fjorden har indløb mellem landsbyen Lauvsnes i øst og Stamnes i vest. Mellem disse to krydser fylkesvej 766 fjorden. På sydsiden af Stamnes ligger Innervågen. Riksvejen fortsætter mod syd langs østsiden af fjorden.